# Ñuflo de Chaves

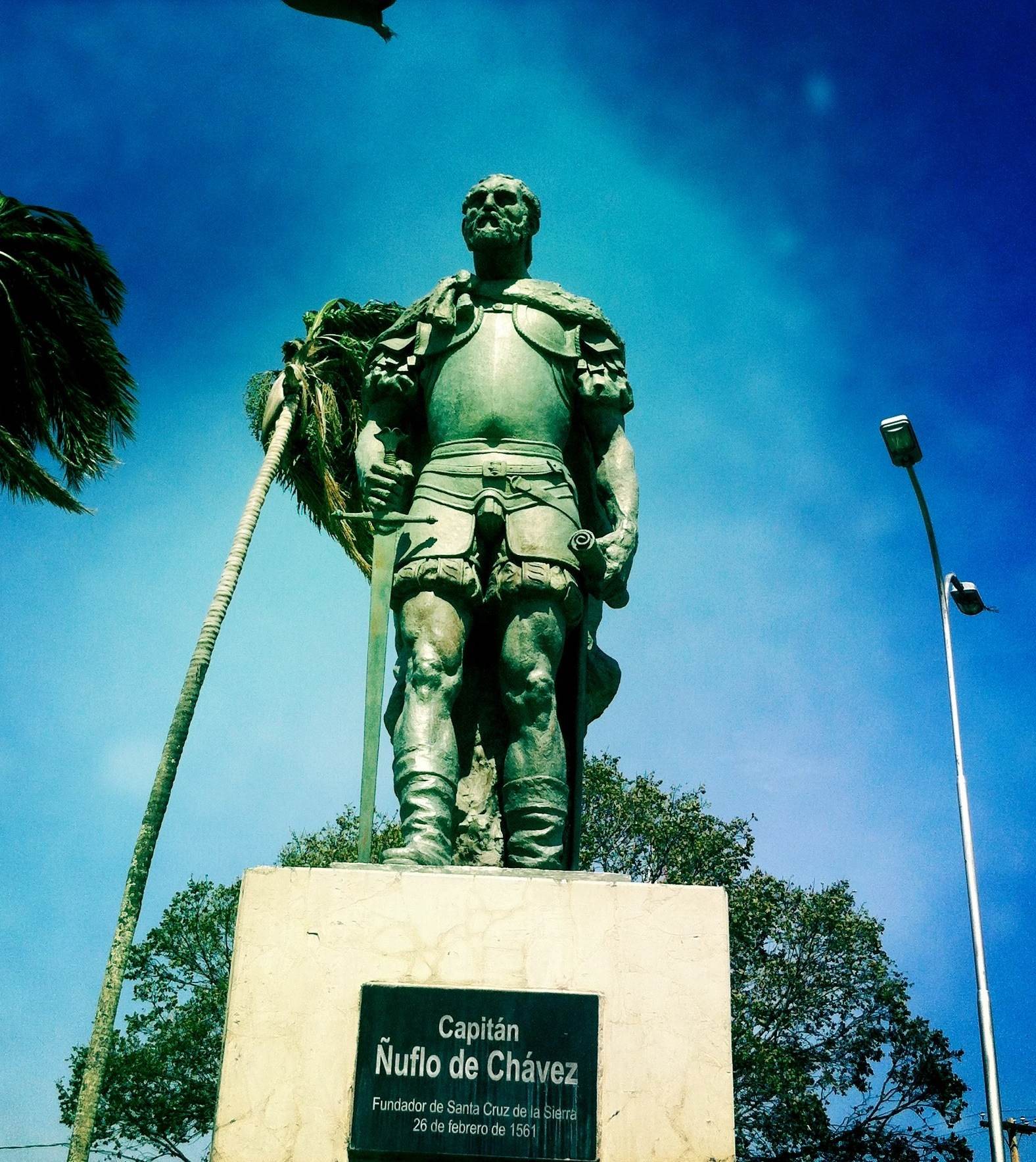
Ñuflo de Chaves

Ñuflo de Chaves (Santa Cruz de la Sierra (Spanje), 1518 - Gran Chaco, september 1568) was een Spaanse conquistador. Hij is vooral bekend vanwege het stichten van de stad Santa Cruz de la Sierra in het huidige Bolivia.
Ñuflo de Chaves werd geboren en groeide op in Santa Cruz de la Sierra, een Spaans dorpje ten zuiden van Trujillo in de provincie Cáceres. Hij ging het leger in en ging als conquistador naar Zuid-Amerika. In 1544 nam hij te Asunción deel aan de opstand tegen de Spaanse gouverneur Álvar Núñez Cabeza de Vaca. Hij werkte mee aan de benoeming tot gouverneur van Domingo Martínez de Irala en bereidde een expeditie voor naar Charcas, het huidige Sucre. In 1557 bereidde hij een expeditie voor die de Laguna de Jarayes moest gaan veroveren. Hiermee bereikte hij Mato Grosso, waar hij verwachtte goudmijnen aan te treffen. In 1561 vertrok hij naar het zuidelijke Amazonebekken, waar hij de stad Santa Cruz de la Sierra stichtte, genoemd naar zijn geboorteplaats in Spanje. Ñuflo de Chaves vestigde zich er met zijn gezin en was de eerste Europeaan die schapen en geiten het gebied binnenbracht. In september 1568 kwam hij om in een conflict met de oorspronkelijke bewoners van het gebied. In verband met de aanhoudende onveiligheid door conflicten met deze oorspronkelijke bewoners, werd de nederzetting enkele jaren later zo'n 220 kilometer naar het westen verplaatst.
De Boliviaanse provincie Ñuflo de Chávez is naar hem genoemd.